# Bruno Bertolini
Pour les articles homonymes, voir Bertolini.
Bruno Bertolini (né le 10 juin 1981 à Rovereto,) est un coureur cycliste italien, actif dans les années 1990 et 2000. Bon sprinteur, il a notamment remporté une étape du Tour d'Italie amateurs en 2004. 
Son frère Denis a également été coureur cycliste, tout comme ses cousins Alessandro et Thomas.

## Palmarès

### Par année
- 1999
  - 2e du Trofeo Guido Dorigo
- 2001
  - La Bolghera
- 2002
  - 3e du Mémorial Polese
- 2003
  - Circuito dell'Assunta
- 2004
  - 6e étape du Tour d'Italie amateurs
- 2005
  - Trophée Stefano Fumagalli
  - Circuito Guazzorese
  - 3e du Trophée Raffaele Marcoli
  - 3e du Circuito Alzanese

### Classements mondiaux
| Année           | 2005 |
| --------------- | ---- |
| UCI Europe Tour | 240e |